# مامادو کانه (بازیکن فوتبال، زاده ۱۹۹۷)
مامادو کانه (انگلیسی: Mamadou Kané؛ زادهٔ ۲۲ ژانویهٔ ۱۹۹۷) بازیکن فوتبال اهل گینه است.
از باشگاه‌هایی که در آن بازی کرده است می‌توان به باشگاه فوتبال نفتچی باکو اشاره کرد.
وی همچنین در تیم‌های ملی فوتبال زیر ۲۰ سال گینه و گینه بازی کرده است.